# Petrus Doorn
Petrus Doorn (Delft, 18 september 1874 – Zwijndrecht, 26 december 1928) was een Nederlandse burgemeester. Hij was lid van de ARP.

## Leven en werk
Doorn werd in 1874 in Delft geboren als zoon van de opzichter van de constructiemagazijnen Hermanus Jan Doorn en Adriana Maria Hoogendam. Hij begon zijn beroepsmatige loopbaan als gemeenteambtenaar bij de toenmalige gemeente Hof van Delft. in 1897 werd hij benoemd tot gemeentesecretaris en tevens tot gemeenteontvanger van Hof van Delft. In januari 1899 werd hij - uit vijftig sollicitanten - benoemd tot gemeentesecretaris van Hoogeveen. In juli 1903 werd hij benoemd tot burgemeester van Ambt Almelo. In augustus 1903 werd hij tevens benoemd tot secretaris van Ambt Almelo. In 1913 moest hij in zijn carrière een stap terug doen. Bij de fusie van Ambt Almelo met Stad Almelo verloor hij namelijk zijn functie als burgemeester en kreeg hij een wachtgelduitkering. In 1917 werd hij benoemd tot burgemeester van Zwijndrecht. In deze gemeente maakte hij een politieverordening tegen het vloeken, waarmee de antirevolutionaire burgemeester landelijke bekendheid kreeg. De door hem ontworpen verordening werd door meerdere gemeenten overgenomen.  Doorn was onder andere bestuurslid van de "Bond tegen het misbruiken van Gods Naam" en secretaris-penningmeester van de vereniging "Groen van Prinsterer".
Doorn trouwde in 1904 in Bedum met de uit die plaats afkomstige dochter van een landbouwer Pieterdina Heerkelina Wiersema. Hij overleed op Tweede Kerstdag 1928 op 54-jarige leeftijd in Zwijndrecht. Hij werd begraven in Zwijndrecht, voorafgaande aan de begrafenis vond een rouwdienst plaats in de raadzaal van de gemeente Zwijndrecht.